# Blagovechtchenka
Pour les articles homonymes, voir Blagovechtchensk (homonymie).
Blagovechtchenka (en russe : Благовещенка ; en français, « paroisse de l'Annonciation ») est une commune urbaine du kraï de l'Altaï, en Russie, et le centre administratif du raïon du même nom. Sa population s'élevait à 11 585 habitants en 2013.

## Géographie
Blagovechtchenka est située en Sibérie occidentale, au milieu de la steppe de Koulounda, près du lac du même nom. Le lac de Koulounda se trouve à quelques kilomètres au nord-ouest. Au sud-ouest se trouve le lac légèrement salé de Koutchouk. 
Blagovechtchenka se trouve situe à 270 km à l'ouest de Barnaoul, la capitale régionale. 

## Histoire
Blagovechtchenka fut fondée en 1908, alors que l'endroit était colonisé par des paysans venus grâce au Transsibérien. Le petit village fut nommé en l'honneur de l'Annonciation de la Vierge Marie. Ce n'est qu'en 1953 que Blagovechtchenka s'agrandit de façon significative, avec la ligne de chemin de fer Barnaoul – Koulounda (ru) qui atteindra plus tard Pavlodar aujourd'hui au Kazakhstan et la construction d'une usine chimique traitant le sulfate de sodium, issu du lac de Koutchouk. Le bourg acquiert le statut de commune urbaine en 1961.
La commune dispose d'une bibliothèque, d'un centre sportif, d'un stade, de deux collèges, d'une école de musique et d'une école d'art.

## Population
Recensements (*) ou estimations de la population
| 1959* | 1970*  | 1979*  | 1989*  |
| ----- | ------ | ------ | ------ |
| 8 604 | 15 695 | 18 876 | 13 600 |

| 2002*  | 2010*  | 2012   | 2013   |
| ------ | ------ | ------ | ------ |
| 12 416 | 11 626 | 11 596 | 11 585 |

## Sources
- (ru) Cet article est partiellement ou en totalité issu de l’article de Wikipédia en russe intitulé « Благовещенка » (voir la liste des auteurs).